# MI6
«Секретная разведывательная служба МИД Великобритании», (СИС / МИ-6) (англ. Secret Intelligence Service, SIS/Military Intelligence, MI6) — служба внешнеполитической разведки Великобритании.
Служба разведки МИД является частью аппарата правительства и подчинена одновременно МИД и Объединённому разведывательному комитету. Начальник СИС является членом коллегии МИД (госсекретарь в ранге заместителя министра) и единственным известным госслужащим в системе разведки. С 1994 года центральный аппарат СИС находится в правительственном районе Вестминстер, в здании №85 по наб. Принца Альберта, г. Лондон. Основную правовую базу ведущейся разведдеятельности Великобритании составляет «Закон о разведслужбах» от 1994 г. (Intelligence Services Act 1994), до опубликования которого существование внешней разведки официально отрицалось на правительственном уровне.
Девиз спецслужбы — Semper Occultus (лат. Всегда тайный).

## Образование
Объединённая служба внешней разведки Великобритании берёт своё начало из Разведуправления (Secret Service Bureau) Правительственного комитета обороны и Разведуправления Сухопутных войск. Сформированное в 1909 г. РУ Комитета обороны включало разведывательный и контрразведывательный отделы с небольшим по численности аппаратом. Начальником разведотдела по рекомендации РУ ВМС был назначен капитан 2-го ранга М. Камминг, отдела безопасности — капитан (позднее генерал-майор) В. Келл. В связи с финансовыми и кадровыми сложностями поддержания нескольких параллельных спецслужб РУ Комитета обороны было слито с РУ Сухопутных войск. Капитан 2-го ранга М. Камминг стал начальником 6-го, а генерал-майор В. Келл — 5-го отдела. Всего РУ Сухопутных войск на тот момент имело 19 функциональных отделов.

## Разведывательное управлениеСухопутных войск

### Структура
| № отдела | Функции                                                             |
| -------- | ------------------------------------------------------------------- |
| 1-й      | Шифровальный                                                        |
| 2-й      | Военно-статистический (колонии, Скандинавия и СССР)                 |
| 3-й      | Военно-статистический (Европа. Скандинавия и СССР — с 1941)         |
| 4-й      | Топографический                                                     |
| 5-й      | Военной контрразведки                                               |
| 6-й      | Военной разведки (далее группа связи с СИС)                         |
| 7-й      | Военной пропаганды (с весны 1940 в составе Министерства информации) |
| 8-й      | Радиоперехвата                                                      |
| 9-й      | Опроса вернувшихся из плена                                         |
| 10-й     | Радиоразведки (с 1949 Центр правительственной связи)                |
| 11-й     | Военной полиции                                                     |
| 12-й     | Военной цензуры                                                     |
| 13-й     | Спецопераций                                                        |
| 14-й     | Военно-статистический (Германия и оккупированные территории)        |
| 15-й     | Авиаразведки (с 1943 РУ ВВС)                                        |
| 16-й     | Научно-технический (с 1945)                                         |
| 17-й     | Секретариат                                                         |
| 18-й     | Для использования в литературе (без разглашения гостайны)           |
| 19-й     | Опроса военнопленных (с 1942)                                       |
| JIS      | Группа связи с Комитетом по разведке                                |
| L (R)    | Группа связи с атташатом в СССР                                     |

### Руководство
В связи с традицией руководства госведомств помечать документы своими инициалами первый начальник 6-го отдела М. Камминг помечал документы своим инициалом «С» в зелёных чернилах. Впоследствии инициал «С» стал неофициальным обозначением должности начальника внешнеполитической разведки. Начальник военной контрразведки (5-го отдела) генерал-майор В. Келл помечал документацию инициалом «К», но не был столь известен как инвалид М. Камминг.

## Первая мировая война
Попытки ГУР Сухопутных войск во время Первой мировой войны создать агентурную сеть на территории Германии пресекались активной работой контрразведки как в самой Германии, так и в прифронтовой зоне. Большая часть важнейших военно-политических сведений была получена через работу в нейтральных странах (Швейцария, США), на части оккупированных территорий (страны Бенилюкса) и в России.

### Реорганизация разведкиСухопутных войск
В 1916 году по политическим и финансовым причинам было принято решение о переподчинении спецслужб Сухопутных войск гражданским ведомствам. 1-е управление было передано из состава Министерства Сухопутных войск в ведение Министерства ВМС (Адмиралтейства), 6-е — Министерства иностранных дел, 5-е — Министерства внутренних дел с финансированием спецслужб через бюджеты ВМС и двух гражданских министерств, а не Сухопутных войск. В ведении ГУР Сухопутных войск оставались управления военной пропаганды, спецопераций и работы с военнопленными. В 1920 г. выведенные из состава ГУР Сухопутных войск управления получили обозначения:
- 1-е — «Училища шифровальной службы» МИД
- 5-е — «Службы безопасности» МВД
- 6-е — «Службы разведки» МИД

## Служба разведкиМинистерства иностранных дел

### 1920—1930-е годы
После окончания войны ГУР Сухопутных войск и выведенные из его состава управления дешифровальной службы, агентурной разведки и безопасности испытали серьезное снижение бюджетного финансирования и сокращение численности личного состава, в значительной части вынужденного перейти в частный и банковский сектор. В связи с подчинением управления зарубежной разведки Министерству иностранных дел, были предприняты меры по приданию резидентурному аппарату статуса в составе посольств в независимых государствах и в составе учреждений колониальной администрации в Азии и Африке. В 1919 году было получено разрешение Министерства иностранных дел о придании сотрудникам разведки статуса так называемых «консульских сотрудников паспортной службы» (Passport Control Officer) с дипломатическим иммунитетом.
В 1923 году после смерти капитана 1-го ранга М. Камминга с должности начальника РУ ВМС на должность начальника службы внешнеполитической разведки был переведён адмирал Х. Синклер. Под его руководством началось расширение аппарата внешнеполитической разведки, включавшее создание новых управлений:
- 5-го (внешней контрразведки) с задачами получения информации по структуре иностранных разведслужб и работавшее в контакте со Службой безопасности МВД
- 7-го (экономической разведки) с задачами получения информации в сфере мировой торговли и финансов, а также экономической безопасности колоний
- 8-го (оперативной радиосвязи) с задачами организации сетей секретной зарубежной радиосвязи
- 9-го (антикоминтерновского) с задачами противодействия Коминтерну в Европе и метрополии[9][10]
- «C» (развединформации), с задачами рассылки прошедших оценку сведений по правительственным учреждениям (в том числе в Министерство и Генштаб Сухопутных войск и Главный штаб ВМС)
- «D» (спецопераций) с задачей как организации диверсионных операций за рубежом, так и гражданской обороны на случай вторжения в метрополию[8][11]. Данное управление было первым местом службы бывших журналистов-международников К. Филби («Таймс») и Г. Бёрджесса («Би-би-си»)[12].
- «N» (перлюстрации дипломатической почты)
- «Z» (нелегальной разведки) с задачами организации разведки с любых позиций, не связанных с официальными зарубежными представительствами Великобритании

### Управление нелегальной разведки
Резидент СИС в Риме в 1930-х годах подполковник К. Дэнси отметил, что ко времени его вступления в должность прикрытие офицеров разведки в посольстве в качестве «сотрудников паспортной службы» было в основном раскрыто противником, и его должность резидента не вызывала сомнений у итальянской контрразведки. Кроме этого, в резидентурах политической разведки работало много профессионалов Генштаба Сухопутных войск, которые были компетентными разведчиками-аналитиками, но не всегда надёжно владели методами подпольной работы за рубежом.
После возвращения из Италии и назначения на должность заместителя начальника службы подполковник Дэнси предложил руководству в работе делать упор на использование не посольских, а деловых связей в мире бизнеса, который не подвергался столь пристальному вниманию контрразведки, в том числе привлекая для работы и бизнесменов, имевших дружественное гражданство США, а не подданство Великобритании. По предложению Дэнси в СИС было организовано управление нелегальной разведки «Z», использовавшее в работе за рубежом прикрытия как международных торговых фирм, так и индивидуальных предпринимателей и финансистов. К 1936 г. личный и агентурный состав управления «Z» насчитывал до 200 чел. Среди сотрудников управления «Z» числился, например, британский режиссёр венгерского происхождения А. Корда, чья международная киностудия «Лондон филмз» нередко использовалась в качестве неофициального прикрытия сотрудников разведки.

### Смена руководства СИС
Адмирал Хью Синклер скончался после продолжительной болезни перед самой войной, и в 1939 году на посту начальника внешнеполитической разведки его сменил его многолетний заместитель, подполковник Генштаба Сухопутных войск Стюарт Мензис.

### Захват резидентуры СИС в Нидерландах
- Майор СИС Ричард Стивенс
- Капитан СИС Сигизмунд Бест
- Лейтенант ГШ Дирк Клоп
- Место захвата гаагской резидентуры СИС

Важнейшими европейскими разведцентрами СИС являлись резидентуры в Гааге и Брюсселе, которые являлись основными связными пунктами между другими европейскими точками и лондонским центром. Резидентура в Гааге имела двух старших офицеров, один из которых, будучи сотрудником управления «Z» без дипломатического прикрытия, имел связи в правительственных кругах и королевской семье Нидерландов, а старший офицер посольской резидентуры обеспечивал связь европейских точек с Центром. Пытаясь найти подход к резидентуре СИС на ближайшей к Германии нейтральной территории, в сентябре 1939 г. отдел контрразведки службы безопасности СС под руководством майора В. Шелленберга, якобы с целью избежания всеевропейской войны, внёс предложение о начале переговоров на тему смещения А. Гитлера мирным или насильственным путём, прекращения вторжения в Польшу и преобразования сложившегося режима при помощи союзников.
С самого начала переговоров целью контрразведчиков СС был захват британских разведчиков в зоне германо-голландской границы, для чего не представлялось возможности, поскольку сотрудники резидентуры появлялись в приграничной зоне только в сопровождении сотрудников разведки и полиции Нидерландов. Через месяц после начала переговоров оба сотрудника гаагской резидентуры и сотрудник 3-го управления Генштаба Нидерландов на одной из встреч в приграничном г. Венло были захвачены группой спецназа СС и вывезены на территорию Германии. Тяжело раненный сотрудник 3-го управления Генштаба Нидерландов скончался в госпитале на германской территории в г. Дюссельдорф.
Сотрудники гаагской резидентуры СИС были осуждены германским военным судом за шпионаж с отбыванием срока в концентрационном лагере, откуда они были освобождены лишь с наступлением союзников в 1945 г. Таким образом, одна из главных европейских резидентур СИС была полностью парализована в самом начале Второй мировой войны в Европе. Важным моментом в ходе первой фазы войны явилось то, что гитлеровская Германия получила формальный предлог для оккупации территории нейтрального Нидерландского королевства в связи с тем, что на ней активно работают спецслужбы Великобритании.

### Работа в Западном полушарии
С весны 1940 года в США (г. Нью-Йорк) было сформировано так называемое «Управление безопасности» СИС (British Security Co-ordination/BSC) по США и Канаде для контакта со спецслужбами США (на тот момент 2-м (разведывательным) управлением Генштаба Сухопутных войск и РУ ВМС США). В сотрудничестве с посольской резидентурой СИС и аппаратом военных атташе в США Управление безопасности по США и Канаде оказывало помощь в формировании Управления стратегических служб (УСС) США.

## Вторая мировая война
В начале Второй мировой войны Великобритания сконцентрировала усилия не только на агентурной разведке в тылу противника, но и диверсионно-силовых акциях, радиоперехвате линий связи противника и массовой дешифровке шифрограмм оперативного значения.

### Правительственная программа радиоперехвата
Для организации крупного вычислительного центра и полномасштабной программы радиоперехвата всех каналов стратегической связи Вооружённых сил гитлеровской Германии с 1941 года Училищу шифровальной службы МИД была выделена территория в пригороде Лондона Блетчли, ставшая известной под названием «Блетчли-парк». Основной задачей правительственного дешифровального ВЦ была разработка и внедрение новейших на то время компьютерных методов дешифровки данных, зашифрованных германскими электронными шифровальными средствами. Вся информация, получавшаяся специалистами ВЦ дешифровальной службы, передавалась специальным управлением СИС в Объединённый комитет правительства по разведке для дальнейшего распределения по запросам ВМС и Сухопутных войск.

### Правительственная контрразведывательная программа «ХХ»
С началом военных действий в Европе и далее воздушной войны с континента против метрополии, правительство Великобритании приняло к исполнению контрразведывательную программу «Дабл Кросс» («ХХ» или «20»), по которой в задачи Службы безопасности МВД входили выявление и перевербовка агентурной сети гитлеровской Германии в Великобритании. Основной целью операции было использование выявленной агентуры для передачи германскому командованию дезинформации о положении в метрополии. Контрразведывательная программа «20» координировалась специалистом Корпуса военной разведки Сухопутных войск и зам. начальника Службы безопасности МВД Д. Мастерманом. Ключевым моментом в организации превентивной широкомасштабной операции на территории метрополии явился доступ контрразведывательных органов Службы безопасности МВД к материалам ВЦ Училища шифровальной службы МИД.
После начала боевых действий в Европе органы Службы безопасности МВД за короткий период арестовали более двадцати человек из числа выявленной германской агентуры на территории метрополии. Следствие по делам арестованной агентуры велось в 20-й тюрьме МВД в районе Ричмонд в З. Лондоне. Для непосредственной организации разведигры с участием перевербованной агентуры в управлении «Б» (контрразведки) Службы безопасности МВД был создан отдел дезинформации № 1А под руководством опытного оперативного сотрудника Т. Робертсона.

### Работа в гитлеровской Германии
Вплоть до начала Второй мировой войны резидентура СИС в Берлине обменивалась информацией с разведкой и контрразведкой службы безопасности СС по вопросам противодействию деятельности Коминтерна в Европе. Резидент СИС в Берлине Ф. Фоли считал свои взаимоотношения с коллегами из Службы безопасности СС вполне дружескими.

### Правительственная программа специальных операций в оккупированной Европе
В военное время на базе 13-го управления ГУР Сухопутных войск и управления «D» СИС было сформировано т. н. Управление специальных операций (УСО), занимавшееся разведывательно-диверсионной деятельностью на оккупированных территориях в Европе. УСО было расформировано в 1946 г. в условиях мирного времени, часть бойцов диверсионных групп была переведена на работу в СИС. С 1940 г. сотрудником центра УСО по подготовке диверсионных групп недалеко от пр. Кале являлся К. Филби.

### Работа в Западном полушарии
Управление безопасности СИС по США и Канаде сформировало с участием личного состава УСО несколько центров подготовки сил спецназначения Сухопутных войск на границе канадской пров. Онтарио и ш. Нью-Йорк, в том числе 103-е специальное училище Сухопутных войск (так называемой в/ч «Икс»). До конца Второй мировой войны военные специалисты УСО подготовили на базе 103-го училища до 2 тыс. бойцов спецназначения Сухопутных войск. На территории училища был развёрнут центр радиоперехвата в Западном полушарии «Гидра».

### Работа в Восточноазиатском регионе
Для противодействия в Северной Африке и на Ближнем Востоке гитлеровской Германии и Императорской Японии в Юго-восточной Азии было сформировано Управление связи СИС по Ближнему  и Дальнему  Востоку (Interservice Liaison Department/ISLD) с главными резидентурами в Индии (Дели) и Египте (Каир).

### Правительственная программа аэрофоторазведки
С 1940 года на базе 4-го (топографического) и 15-го (воздушной разведки) управлений ГУР Сухопутных войск был сформировано управление видовой фоторазведки (Photographic Development Unit/PDU), перед началом боевых действий в Европе развёрнутое в Центральное управление анализа материалов фоторазведки (Central Interpretation Unit/PIU/CIU). После войны управление было развёрнуто в Центр видовой разведки Сухопутных войск и ВВС.

## СИС в 1940—1980-х годах

### СИС в послевоенное время
Сразу после освобождения территории СССР и выхода частей РККА на государственную границу в 1944 году в составе СИС было восстановлено расформированное в 1941 году 9-е (антикоминтерновское) управление для противодействия советской разведке в Европе. Начальником 9-го управления был назначен сотрудник управления спецопераций К. Филби (на тот момент являвшийся агентом зарубежной разведки НКВД), позже направленный руководителем в посольские резидентуры СИС в Турции (г. Анкара) и США (г. Вашингтон).
Летом 1945 года на контакт с резидентурой СИС в Анкаре инициативно вышел сотрудник генконсульства СССР К. Волков, предложивший выдать сотрудникам СИС список советской агентуры в аппарате госслужбы Великобритании. Контакт с советским дипломатом в Турции был доложен резидентурой начальнику 9-го управления К. Филби, который вышел на связь с лондонской резидентурой НКВД и предупредил советскую разведку о предательстве. К. Волков был спешно вывезен из Анкары в Москву, осуждён и расстрелян.
В 1946 году оперативные отделы были формально сведены в так называемое «добывающее» («Production Sections», «Directorate of Production»), а информационные — в «запросное» («Requirements Sections», «Directorate of Requirements») управления.
В ведение СИС были переданы аппарат и агентура расформированного УСО.
Большой ущерб работе СИС в военные и послевоенные год нанёс тот факт, что начальник управления спецопераций и контрразведывательного управления К. Филби являлся агентом советской разведки. Он продолжал агентурную деятельность и после перевода из лондонского аппарата резидентом в Анкару и затем в Вашингтон (США). В послевоенный период советской разведке удалось получить с его помощью информацию о совместных спецоперациях США и Великобритании против СССР с территории Турции и Албании, а также о всех подробностях работы ЦРУ США в Вашингтоне. Филби был уволен из СИС по служебному несоответствию после того, как его однокурсник и коллега по МИД Д. Маклейн и коллега по СИС Г. Бёрджесс бежали из Великобритании в СССР при содействии советской разведки.
Израильский разведчик и писатель Виктор Островский высоко отзывался об аналитических способностях службы, но считал, что она неспособна добывать секретную информацию:

Мы читали очень интересные отчёты о Саудовской Аравии, поступившие от британской разведки. «Сикрет Интеллидженс Сервис» составляла превосходные отчёты, где делала великолепный политический анализ ситуации, но в них не было настоящего секретного материала в общепринятом смысле. Англичане были очень плохи в том, что касалось передачи либо комбинирования подлинно секретных сведений.

## Современная структура СИС

### Оперативные управления
| Управления | Управления         | Отделы | Регион                            |
| №          | Название           | Отделы | Регион                            |
| ---------- | ------------------ | ------ | --------------------------------- |
| 1-е        | Европейское        | 1-й    | Скандинавия, СНГ                  |
| 1-е        | Европейское        | 2-й    | Средиземноморье, Северная Африка  |
| 1-е        | Европейское        | 3-й    | Страны ЕС, Швейцария              |
| 2-е        | Ближний Восток     | 4-й    | Арабский Восток                   |
| 3-е        | Западное полушарие | 5-й    | Латинская Америка, Дальний Восток |
| 4-е        |                    | 6-й    | разведка с территории (Лондон)    |

## Расположение СИС
Исторически спецслужбы Великобритании находились в Лондоне, в правительственном квартале Вестминстер (в районе Букингемского дворца и парламента, позже на ул. Уайтхолл).
- Комплекс «Уайтхолл» на пл. Уайтхолл
- Главный корпус ВЦ дешифровальной службы МИД в н.п. Блечли
- Управление безопасности СИС по США и Канаде (г. Нью-Йорк[32])
- Корпус СИС на ул. Бродвей, д. 54
- Корпус управления нелегальной разведки между ул. Стрэнд и ул. Олдвич
- Главный корпус СИС на ул. Воксхолльского моста («Сентюри»)
- Новый корпус СИС у Воксхолльского моста

### Вестминстер (1909—1919)
Первоначально РУ Комитета обороны было расквартировано на ул. Королевы Виктории, д. 64. Официально считалось, что в зданиях находятся внешнеторговые фирмы, что создавало определённые проблемы, так как сотрудники разведки должны были регулярно проводить совещания с сотрудниками руководящих министерств: Сухопутных войск, ВМС и иностранных дел — что было сложно скрыть от присутствовавших на улице гражданских учреждений.
После слияния РУ Комитета обороны и ГУР Сухопутных войск 5-е и 6-е управления были переведены в комплекс зданий «Уайтхолл» правительственного квартала напротив здания Министерства Сухопутных войск и вблизи от комплексов Адмиралтейства и МИД.

### Кенсингтон (1919—1926)
С окончанием Первой мировой войны в период 1919—1926 гг. разведка Сухопутных войск для снижения издержек по аренде была переведена на пр. Мелбури в соседнем районе Кенсингтон (Голланд-парк).

### Вестминстер (1926—1996)
В 1926 году разведка и криптографическая служба Сухопутных войск были переведены обратно в Вестминстер на ул. Бродвей, д. 54 (рядом с Главным управлением метрополитена).
В 1964 году для СИС было построено новое высотное здание «Сентюри» на ул. Воксхолльского моста.

### Главный корпус СИС (с 1996 года)
В 1995 году по проекту архитектора Терри Фаррелла для СИС Министерства иностранных дел недалеко от здания 1960-х годов было построено новейшее здание на набережной у Воксхолльского моста. Здание СИС можно увидеть в кадрах фильмов о Джеймсе Бонде: «Золотой глаз», «И целого мира мало», «Умри, но не сейчас», «Казино „Рояль“», «007. Координаты: „Скайфолл“», а также в сериале «Призраки» о работе MI5, сериале BBC «Шерлок» и мини-сериале «Ночной администратор». В фильме 007: Координаты «Скайфолл» здание СИС взорвано.

## Список руководителей
| No. | Годы руководства | Имя                   | Портрет | Чин / Звание                             | Знаки различия | Правитель- ственные награды |
| --- | ---------------- | --------------------- | ------- | ---------------------------------------- | -------------- | --------------------------- |
| 1   | 1909—1923        | Мэнсфилд Смит-Камминг |         | Капитан 1-го ранга                       |                | [ 37 ] [ 38 ]               |
| 2   | 1923—1939        | Хью Синклер           |         | Адмирал                                  |                | [ 37 ]                      |
| 3   | 1939—1952        | Стюарт Мензис         |         | Генерал-майор                            |                | [ 37 ] [ 38 ] [ 39 ] [ 40 ] |
| 4   | 1953—1956        | Джон Синклер          |         | Генерал-майор                            |                | [ 37 ] [ 38 ] [ 41 ]        |
| 5   | 1956—1968        | Дик Уайт              |         | Старший сотрудник аппарата правительства | нет            | [ 38 ] [ 41 ]               |
| 6   | 1968—1973        | Морис Олдфилд         |         | Старший сотрудник аппарата правительства | нет            | [ 38 ] [ 41 ]               |
| 7   | 1973—1978        | Джон Ренни            |         | Старший сотрудник аппарата правительства | нет            | [ 38 ]                      |
| 8   | 1979—1981        | Дик Фрэнкс            |         | Старший сотрудник аппарата правительства | нет            | [ 38 ]                      |
| 9   | 1983—1985        | Колин Фигерс          |         | Старший сотрудник аппарата правительства | нет            | [ 38 ] [ 41 ]               |
| 10  | 1985—1989        | Кристофер Кёрвен      |         | Старший сотрудник аппарата правительства | нет            | [ 38 ]                      |
| 11  | 1989—1994        | Колин Маккол          |         | Старший сотрудник аппарата правительства | нет            | [ 38 ]                      |
| 12  | 1994—1999        | Дэвид Спеддинг        |         | Старший сотрудник аппарата правительства | нет            | [ 38 ] [ 42 ] [ 41 ]        |
| 13  | 1999—2004        | Ричард Дирлав         |         | Старший сотрудник аппарата правительства | нет            | [ 38 ] [ 41 ]               |
| 14  | 2004—2009        | Джон Скарлетт         |         | Старший сотрудник аппарата правительства | нет            | [ 38 ] [ 41 ]               |
| 15  | 2009—2014        | Джон Соуэрс           |         | Старший сотрудник аппарата правительства | нет            | [ 38 ]                      |
| 16  | 2014—2020        | Алекс Янгер           |         | Старший сотрудник аппарата правительства | нет            | [ 38 ]                      |
| 17  | 2020 — н. в.     | Ричард Мур            |         |                                          |                | [ 38 ]                      |

## Известные сотрудники
- Дафна Парк
- Брюс Локкарт
- Сидней Рейли
- Сомерсет Моэм
- Грэм Грин
- Фредерик Форсайт
- Клод Дэнси
- Гарет Уильямс — погиб летом 2010 года при невыясненных обстоятельствах.
- Джордж Блейк

## Интересные факты
- Сотрудниками разведки некоторое время были известные писатели Сомерсет Моэм и Грэм Грин. Моэм во время Первой мировой войны выполнял миссию в России, а Грин с 1941 по 1944 год работал в британской разведке в Сьерра-Леоне и в Португалии, где числился представителем МИД Великобритании. Одним из его коллег в те годы был Ким Филби.
- Писатель и сотрудник Моссад Виктор Островский рассказывал, что во время своей работы в Моссад читал некоторые отчёты о Саудовской Аравии, составленные британской разведкой. По его мнению, MI6 «составляла превосходные отчёты, где делала великолепный политический анализ ситуации», но была крайне слаба в передаче или комбинировании действительно секретных сведений[31].

## Комментарии
1. ↑  От Captain, произносится — [siː]
2. ↑  Автор книги «SIX: A HISTORY OF BRITAIN’S SECRET INTELLIGENCE SERVICE» (2010) утверждает, что сотрудник разведки Освальд Рейнер сыграл ключевую роль в покушении и убийстве Г. Распутина (декабрь 1916 г.), выступавшего за сепаратный мир с Германией.